# النا دوبریتسویو
النا دوبریتسویو (انگلیسی: Elena Dobrițoiu؛ زادهٔ ۲۹ august ۱۹۵۷ (۶۷ سال)) ورزشکار روئینگ اهل رومانی است.
وی در مسابقات کشوری و بین‌المللی در مجموع برندهٔ ۱ مدال برنز شده‌است.